# Enguserosambu
Enguserosambu è una circoscrizione rurale (rural ward) della Tanzania situata nel distretto di Ngorongoro, regione di Arusha. Conta una popolazione di 1 521 abitanti (censimento 2012).